# ديفيد هول
ديفيد هول (بالإنجليزية: David Houle)‏ (3 يوليو 1948، شيكاغو في الولايات المتحدة)؛ رائد أعمال، كاتب وروائي أمريكي.

## روابط خارجية
- ديفيد هول على موقع IMDb (الإنجليزية)